# Andrej Sakharov
Andrej Dmitrijevitj Sakharov (russisk: Андрей Дмитриевич Сахаров, tr. Andrej Dmitrijevitj Sakharov; født 21. maj 1921 i Moskva, Sovjetunionen, død 14. december 1989, samme sted) var atomfysiker, dissident og talsmand for menneskerettigheder i Sovjetunionen. Han menes at være hovedmanden bag Sovjetunionens brintbombe i 1954[kilde mangler]. Fra 1980 til 1986 levede han under politiets opsyn. Sakharov døde i 1989 af et hjerteanfald. I 1975 modtog han Nobels Fredspris.
Sakharov-prisen, der uddeles hvert år af Europa-parlamentet, er opkaldt efter ham.